# Муцци, Роберто
Робе́рто Му́цци (итал. Roberto Muzzi; 21 сентября 1971, Марино, Италия) — итальянский футболист, игравший на позиции нападающего. По завершении игровой карьеры — футбольный тренер. Выступал, в частности, за клубы «Рома», «Кальяри» и «Лацио», а также за олимпийскую и молодёжную сборную Италии, с которой дважды становился чемпионом Европы среди молодёжных команд. Двукратный обладатель Кубка Италии. Обладатель Кубка Интертото.

## Клубная карьера
Родился 21 сентября 1971 года в городе Марино. Воспитанник футбольной школы клуба «Рома». Взрослую футбольную карьеру начал в 1988 году в основной команде того же клуба, в которой провёл шесть сезонов, приняв участие в 57 матчах чемпионата и забил 6 голов. За это время завоевал титул обладателя Кубка Италии. В 1993—1994 годах также играл за «Пизу» на условиях аренды.
В ноябре 1994 года Муцци, который так и не стал по-настоящему основным нападающим в «Роме», присоединился к более скромному «Кальяри», в котором не только сразу стал игроком основного состава, но и был одним из главных бомбардиров команды, имея среднюю результативность на уровне 0,4 гола за игру первенства.
В 1999 году перешёл в «Удинезе», в котором продолжал регулярно отмечаться забитыми мячами. С «Удинезе» добавил в перечень своих трофеев титул обладателя Кубка Интертото.
В течение 2003—2007 годов защищал цвета «Лацио», с которым снова выиграл Кубок Италии, и «Торино».
Завершил профессиональную игровую карьеру в нижнелиговой «Падове», за команду которой выступал на протяжении 2007—2009 годов.

## Выступления за сборные
В 1989 году дебютировал в составе юношеской сборной Италии, принял участие в 5 играх на юношеском уровне, отметившись 3 забитыми голами.
В течение 1990—1994 годов привлекался в состав молодёжной сборной Италии. На молодёжном уровне сыграл в 19 официальных матчах и забил 4 гола. В частности, в составе молодёжки успел стать участником двух чемпионатов Европы среди молодёжных команд, в 1992 и 1994 годах, оба из которых итальянцы выиграли.
С 1991 по 1992 год также защищал цвета олимпийской сборной Италии. В составе этой команды провёл 5 матчей, был участником футбольного турнира на Олимпийских играх 1992 года в Барселоне.

## Карьера тренера
Начал тренерскую карьеру сразу же по завершении карьеры игрока, в 2009 году, возглавив одну из детских команд «Ромы». С тех пор продолжает работать с различными юношескими командами римского клуба.
14 ноября 2019 года назначен главным тренером клуба Серии B «Эмполи». 26 января 2020 года отправлен в отставку через 2 дня после матча 21-го тура Серии B 2019/20 «Эмполи» — «Кьево» (1:1). Под его руководством «Эмполи» провёл 10 игр (1 победа, 5 ничьих, 5 поражений).

## Титулы и достижения
- Обладатель Кубка Италии (2):

«Рома»: 1990/91
«Лацио»: 2003/04
- Обладатель Кубка Интертото (1):

«Удинезе»: 2000
- Чемпион Европы среди молодёжных команд (2):

1992, 1994